# Segunda Categoría de Sucumbíos 2014
El Campeonato Provincial de Fútbol de Segunda Categoría de Sucumbíos 2014 fue un torneo de fútbol en Ecuador en el cual compitieron equipos de la provincia de Sucumbíos. El torneo fue organizado por Asociación de Fútbol No Amateur de Sucumbíos (AFNAS) y avalado por la Federación Ecuatoriana de Fútbol. El torneo dio inicio el 14 de junio y finalizó el 20 de julio. Participaron 4 clubes de fútbol y entregó 2 cupos al zonal de la Segunda Categoría 2014.

## Equipos participantes
| Equipos participantes                          | Equipos participantes | Equipos participantes  |
| ---------------------------------------------- | --------------------- | ---------------------- |
|                                                |                       |                        |
| Equipo                                         | Ciudad                | Estadio                |
| Club Social Cultural y Deportivo Caribe Junior | Lago Agrio            | Estadio Carlos Vernaza |
| Club Social Cultural y Deportivo Chicos Malos  | Lago Agrio            | Estadio Carlos Vernaza |
| Club Social y Deportivo Consejo Provincial     | Lago Agrio            | Estadio Carlos Vernaza |
| Club Deportivo Oriental                        | Lago Agrio            | Estadio Carlos Vernaza |

## Posiciones
| Pos | Equipo             | Pts | PJ | G | E | P | GF | GC | Dif |
| --- | ------------------ | --- | -- | - | - | - | -- | -- | --- |
| 1.° | Caribe Junior      | 18  | 6  | 6 | 0 | 0 | 43 | 0  | +43 |
| 2.° | Chicos Malos       | 9   | 6  | 3 | 0 | 3 | 18 | 18 | 0   |
| 3.° | Consejo Provincial | 9   | 6  | 3 | 0 | 3 | 15 | 31 | −16 |
| 4.° | Deportivo Oriental | 0   | 6  | 0 | 0 | 6 | 2  | 29 | −27 |

|  | Clasificados a los zonales de la Segunda Categoría 2014 y a la Final del torneo. |

## Evolución de la clasificación
| Equipo / Jornada   | 01 | 02 | 03 | 04 | 05 | 06 |
| ------------------ | -- | -- | -- | -- | -- | -- |
| Caribe Junior      | 1  | 1  | 1  | 1  | 1  | 1  |
| Chicos Malos       | 2  | 2  | 3  | 2  | 3  | 2  |
| Consejo Provincial | 4  | 3  | 2  | 3  | 2  | 3  |
| Deportivo Oriental | 3  | 4  | 4  | 4  | 4  | 4  |

## Resultados

### Primera vuelta
|  | Consejo Provincial | 0 - 24 | Caribe Junior      |  | Carlos Vernaza | 14 de junio | 13:00 |
|  | Chicos Malos       | 3 - 1  | Deportivo Oriental |  | Carlos Vernaza | 14 de junio | 15:00 |

|  | Deportivo Oriental | 1 - 3 | Consejo Provincial |  | Carlos Vernaza | 22 de junio | 13:00 |
|  | Caribe Junior      | 9 - 0 | Chicos Malos       |  | Carlos Vernaza | 22 de junio | 15:00 |

|  | Caribe Junior | 3 - 0 | Deportivo Oriental |  | Carlos Vernaza | 26 de junio | 13:00 |
|  | Chicos Malos  | 1 - 2 | Consejo Provincial |  | Carlos Vernaza | 26 de junio | 15:00 |

### Segunda vuelta
|  | Deportivo Oriental | 0 - 2 | Caribe Junior |  | Carlos Vernaza | 29 de junio | 13:00 |
|  | Consejo Provincial | 2 - 4 | Chicos Malos  |  | Carlos Vernaza | 29 de junio | 15:00 |

|  | Consejo Provincial | 8 - 0 | Deportivo Oriental |  | Carlos Vernaza | 6 de julio | 13:00 |
|  | Chicos Malos       | 0 - 4 | Caribe Junior      |  | Carlos Vernaza | 6 de julio | 15:00 |

|  | Caribe Junior      | 1 - 0  | Consejo Provincial |  | Carlos Vernaza | 9 de julio | 13:00 |
|  | Deportivo Oriental | 0 - 10 | Chicos Malos       |  | Carlos Vernaza | 9 de julio | 15:00 |

## Final
| Ida; 13 de julio, 15:00 | Chicos Malos | 0:0 | Caribe Junior | Estadio Carlos Vernaza, Lago Agrio                         |  |
|                         |              |     |               | Asistencia: 1000 espectadores Árbitro(s): Diego Velastegui |  |

| Vuelta; 20 de julio, 15:00 | Caribe Junior | 3:0 (Global 3:0) | Chicos Malos | Estadio Carlos Vernaza, Lago Agrio                      |  |
|                            |               |                  |              | Asistencia: 1000 espectadores Árbitro(s): Kléver Freire |  |

| |
| Campeón Club Deportivo Caribe Junior 5.º título Clasifica a los zonales de la Segunda Categoría 2014. |
| También clasifica el Club Chicos Malos como subcampeón.                                               |